# Andrei Peteleu
Ionuț Andrei Peteleu (n. 20 august 1992, Bistrița, Bistrița-Năsăud, România) este un fotbalist român liber de contract, care joacă pe post de fundaș. Pe plan internațional, are prezențe la națională pentru România Sub-19 și România Sub-21.